# Łzy
Łzy (prononciation polonaise : [wzɨ], signifiant « Larmes ») est un groupe de pop rock polonais originaire de Pszów. Formé en 1996, les membres du groupe sont tous originaires des powiaty (districts) de Racibórz et de Wodzisław Śląski, dans la voïvodie de Silésie.

## Biographie
Le groupe est formé en 1996 à Pszów. Si le groupe ne vit officiellement le jour qu'en 1996, ses membres enregistrèrent une première démo sur cassette dès 1992, sous le nom Przeciw Przemocy (Contre la violence).
Leur premier album officiel, Słońce (Le Soleil), est sorti en 1998 en Pologne. Le groupe sortira par la suite six albums dont un best-of. Devenu l'un des groupes les plus populaires de Pologne, Łzy a donné près de 300 concerts et a reçu plusieurs prix musicaux dans ce pays. Les chansons les plus populaires du groupe sont principalement Oczy szeroko zamknięte, Agnieszka, Narcyz, Gdybyś był et Aniele mój.
En 2005 sort l'album Historie, których nie było. Le single Przepraszam cię est joué lors du Sopot Festival 2005. Puis sort leur best-of The Best of 1996-2006, un CD/DVD qui, comme son titre l'indique, reprend les meilleurs titres de la première décennie. Le single Gdybyś był est joué au Festiwalu w Opolu.

## Membres
- Dawid Krzykała - batterie
- Adrian Wieczorek - claviers
- Adam Konkol - guitare
- Anna Wyszkoni - chant
- Arek Dzierżawa - basse
- Rafał Trzasklik  - guitare
- Sławomir Mocarski - claviers (1991-1998)

## Discographie
- 1998 : Słońce
- 2001 : W związku z samotnością
- 2002 : Jesteś Jaki Jesteś
- 2003 : Nie czekaj na jutro
- 2005 : Historie, których nie było
- 2005 : The Best of 1996-2006
- 2011: Bez słów...
- 2014: Zbieg okoliczności
- 2016: Łzy 20
- 2021: Miłość w czasach samotności
- 2023: Ok, Ok